# 蕭忽古
蕭忽古（しょう くつこ、? - 1077年）は、遼（契丹）の軍人。字は阿斯憐。

## 経歴
蕭敵烈の族子にあたる。性格は実直であり、脚は敏捷で膂力があった。成人すると禁軍に入った。咸雍初年、招討使耶律趙三の下で遼に反抗した番部を攻撃した。番部が降伏を打診すると、やってきた使者は飛び上がって駝峰に上ってみせた。耶律趙三は側近たちにこれができる者がいないか訊ねると、忽古は重い鎧を着たまま、ひとっ飛びで上ってみせたので、使者も大いに驚いた。耶律趙三は娘を忽古にとつがせた。道宗がこのことを聞くと、召し出して護衛とした。
ときに北院枢密使の耶律乙辛が朝廷で専権を振るっていた。忽古は橋の下で待ち伏せして、耶律乙辛の隙をうかがって殺そうとした。暴風雨のために橋が壊され、殺害は果たせなかった。後にまた狩猟の場で殺そうとしたが、親友のためにはばまれた。太康3年（1077年）、再び耶律乙辛や蕭得里特らを殺そうと図ったが、耶律乙辛に察知されて捕らえられ、辺境に流された。皇太子耶律濬が廃位されて上京臨潢府に身柄を移されると、忽古も召し出され、殺された。
乾統初年、龍虎衛上将軍の位を追贈された。

## 伝記資料
- 『遼史』巻99 列伝第29